# Koheilan
Vous lisez un « bon article » labellisé en 2017.
Koheilan (en arabe : كحيلان, kuḥaylān) est l'une des cinq lignées majeures du cheval pur-sang arabe reconnues par les Bédouins, les Al Khamsa. De haute taille et forte constitution, elle doit son nom à la beauté de ses yeux, sur une peau noire qui semble naturellement rehaussée de khôl. L'existence de la lignée Koheilan est relatée par le voyageur ottoman Evliya Çelebi au XVIIe siècle, puis par le comte polonais Wenceslas Séverin Rzewuski au XVIIIe siècle, qui en fournit une description détaillée. Tenant les chevaux du Nejd d'Arabie en très haute estime, il en fait l'acquisition pour ses haras. La lignée Koheilan est largement exportée en Europe centrale et de l'Est, ainsi qu'en Russie, où elle influence de nombreuses races telles que le Shagya et le Tersk. Elle a donné la majorité des chevaux arabes polonais vainqueurs en course d'endurance.
De nos jours, cette lignée est essentiellement élevée en Arabie saoudite et en Iran.

## Terminologie
Il existe des variantes dans la transcription de l'arabe كحيلان : Keheilan Kehilan et Kuhailan, Kocheilan et Nejdi Kocheilan, cette dernière transcription étant issue de l'origine de ces chevaux, chez les Bédouins établis sur les hauteurs du Nejd au centre de l'Arabie saoudite. D'après Éphrem Houël, les noms que la lignée reçoit le plus communément en langue française sont « kahel, kahejle, kailhan, koheilan, et enfin kochlani ».

## Histoire
D'après les traditions bédouines décrites par Wenceslas Séverin Rzewuski, « Koheyléh » fut l'une des cinq juments qui revinrent malgré leur soif quand le prophète Mahomet prononça leur nom. Il leur aurait enduit les yeux de khôl, d'où leur nom et celui de leur progéniture, « Koheilan ». Les chevaux Koheilan sont considérés comme descendants directs des Al Khamsa (الخمسة), les cinq lignées de juments favorites de Mahomet, que les nomades Bédouins voient à l'origine de la race Arabe, la qualité d'appartenance ou non à la lignée se transmettant par la jument poulinière mère,. Dans les faits, les noms de ces lignées proviennent souvent de la famille bédouine qui les élève. L'orientaliste Alexander Chodźko note que les Koheilan sont considérés comme les meilleurs chevaux arabes. La croyance bédouine attribue à ces chevaux la faculté de choisir le meilleur chemin pour leur cavalier, grâce à une forme de prescience.
Roger D. Upton (1873) estime que le cheval Darley Arabian, originaire de la région d'Alep, était un Koheilan-Ras-El-Fedawi (une théorie controversée, d'autres estimant qu'il appartenait à la lignée Muniqi). Au XIXe siècle, le nom de « Koheilan » est donné aux chevaux du désert de Syrie.

### Notes de voyage du comte Wenceslas Séverin Rzewuski

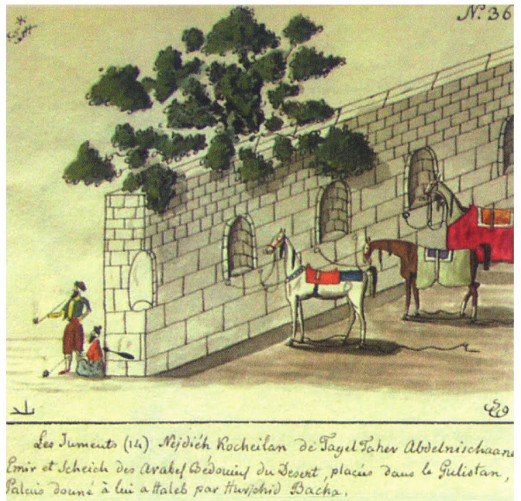
Juments Nejdi Koheilan dessinées par Wenceslas Séverin Rzewuski.

## Description

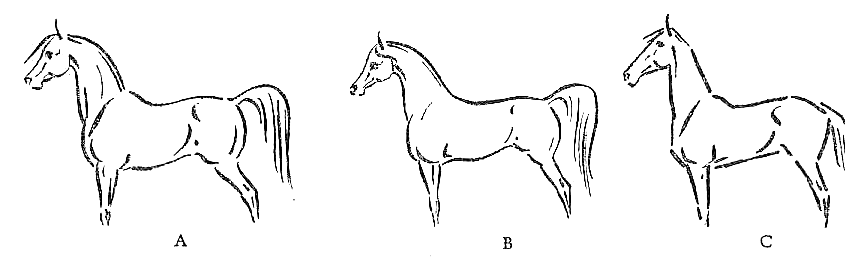
Types chez la race Arabe :
A : Koheilan ;
B : Saklawi ;
C : Muniqi.

## Influence sur les races de chevaux européennes et russes

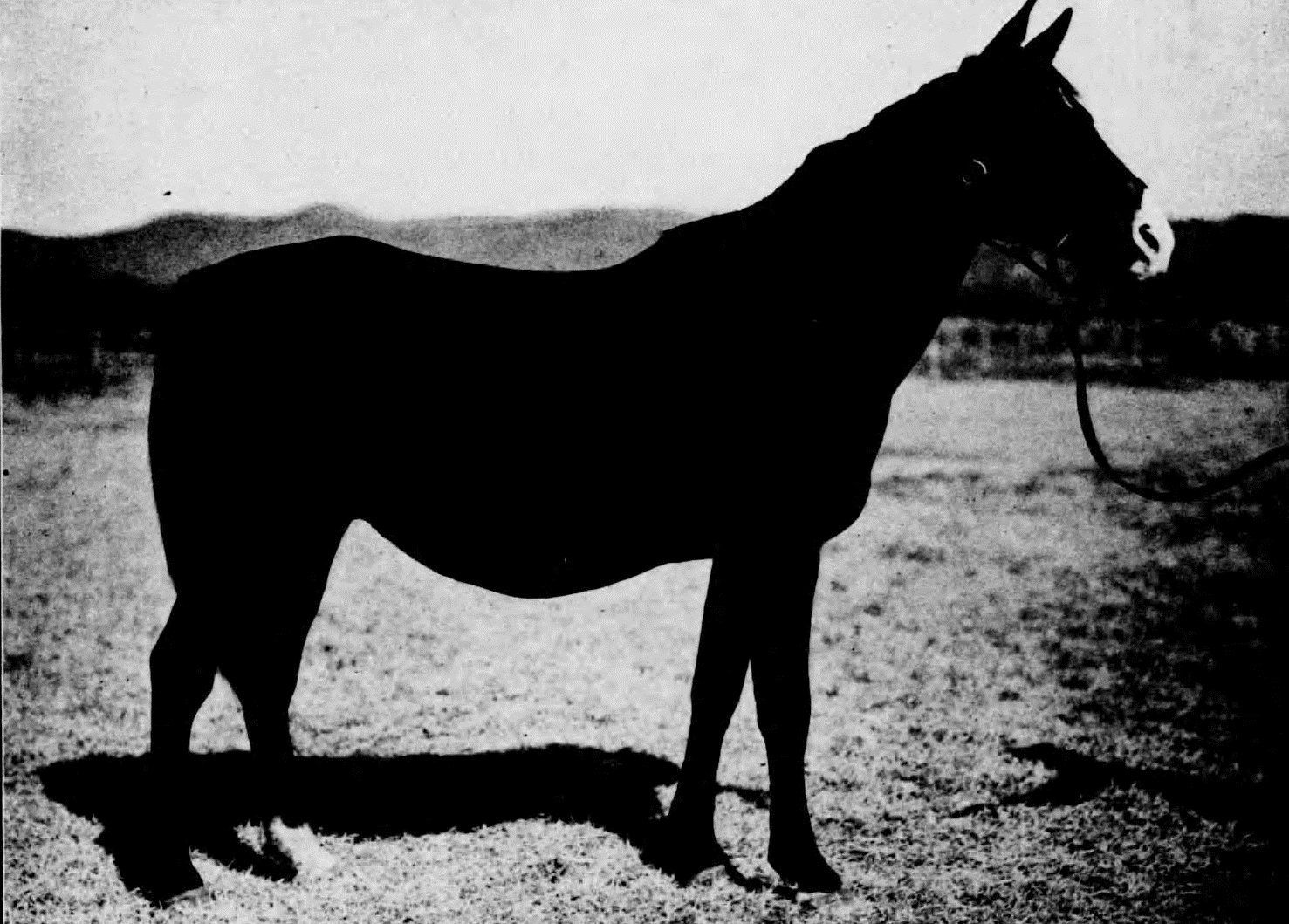
Jument Shagya de lignée Koheilan importée par le Japon depuis la Hongrie en 1911.